# 掛川藩
掛川藩（かけがわはん）は、遠江国掛川（現在の静岡県掛川市）に存在した藩。政庁は掛川城に置かれた。

## 歴史
掛川は古くは懸川と書かれた。戦国時代にこの地を支配していたのは今川氏であったが、時の当主・今川義元が織田信長によって桶狭間の戦いで討たれ、跡を継いだ今川氏真の力不足もあって今川氏が衰退すると、それまで今川氏の同盟者であった武田信玄が同盟を破棄して侵攻してきた。氏真は駿府から逃亡し、今川氏の忠臣と言われた朝比奈泰朝が守る掛川城に立て籠もって抵抗したが、徳川家康の攻撃を受けて開城を余儀なくされた。とはいえ、武田・徳川の連合軍相手に長く持ちこたえた掛川城の重要性は大きく、家康は譜代の家臣である石川家成・石川康通父子を入れて守らせている。
小田原征伐後、家康が関東に加増移封されると、掛川には豊臣氏の家臣・山内一豊が入った。一豊は豊臣秀吉の死後は家康に接近し、慶長5年（1600年）の関ヶ原の戦いでは、自らの居城である掛川城を真先に家康に提供し、家康に与することを正式に表明してその歓心を得た。このため戦後、その功績を賞されて一豊は土佐国に加増移封され、掛川から高知に遷った。
慶長6年（1601年）2月、下総国小南から家康の異父弟・松平定勝が3万石で入るが、定勝は慶長12年（1607年）4月29日に伏見城代となって山城伏見藩に移封されたため、掛川の地は次男の松平定行が継いだ。なお、長男の松平定吉（定友）は慶長8年（1603年）に自害し、定勝はこれを弔うために遠江塚を築いている。定行は元和3年（1617年）7月、伊勢桑名藩に移され、代わって安藤直次が2万8,000石で入った。しかし家康の子・徳川頼宣が紀伊和歌山藩に移されると、直次はその御附家老という経緯から、紀伊田辺に移封されることとなった。
代わって松平定綱が常陸下妻藩から3万石で入ったが、元和9年（1623年）に山城淀藩に移され、代わって駿河大納言徳川忠長の附家老・朝倉宣正が2万6,000石で入った。しかし寛永9年（1632年）、忠長が幕命によって改易されると連座して改易され、大和郡山藩に流罪に処せられた。
翌年2月3日、常陸国より青山幸成が2万6,000石で入る。後に幸成は3万3,000石に加増されたが、寛永12年（1635年）に摂津尼崎藩に移され、代わって駿河田中藩より松平忠重が4万石で入った。寛永16年（1639年）2月12日に忠重は死去し、後を松平忠倶が継いだが、3月には信濃飯山藩に移され、代わって本多忠義（本多忠勝の孫）が播磨国より7万石で入った。しかし正保元年（1644年）3月、越後村上藩に移された。
代わって松平忠晴が駿河田中藩より3万石で入ったが、慶安元年（1648年）閏正月には丹波亀山藩に移された。代わって田中藩より北条氏重が3万石で入ったが、万治元年（1658年）10月1日に氏重は死去。嗣子がなかったため、北条氏は改易となった。
翌年正月28日、三河西尾藩より井伊直好が3万5,000石で入る。井伊氏はもともと遠江国井伊谷の国衆であったため、かつての本拠に近い所へ入部した形になる。直好は寛文12年（1672年）正月6日に死去し、跡を継いだ井伊直武も元禄7年（1694年）6月8日に死去。その跡を継いだのは井伊直朝であるが、宝永2年（1705年）に直朝は発狂して参勤交代をも怠る有様となった。本来なら改易されてもおかしくはなかったが、幕府は祖先である井伊直政の功績などを配慮して、本家の彦根藩から井伊直矩が養嗣子として迎えられて跡を継ぐことで存続を許された。ただし同年12月3日、直矩は養父発狂を名目に越後与板藩に移封を命じられた。これにより井伊家分家は城主から無城大名へ降格させられた。
代わって信濃飯山藩より松平忠喬が4万石で入るが、正徳元年（1711年）に摂津尼崎藩へ移され、代わって武蔵岩槻藩より小笠原長煕が6万石で入る。長煕は元文4年（1739年）4月21日に隠居し、跡を継いだ小笠原長庸は延享元年（1744年）7月6日に死去。そしてその跡を継いだ小笠原長恭は延享3年（1746年）9月、陸奥棚倉藩へ移封を命じられた。
代わって上野館林藩より5万石で太田資俊が入り、ようやく藩主家が安定した。以後、藩主は太田家により幕末まで7代にわたって続き、慶応4年（1868年）9月、最後の藩主である太田資美が上総柴山藩（松尾藩）に移ることで掛川藩は廃藩となり、その所領は徳川家達の駿河府中藩領となった。

## 藩政
太田家が入るまで激しく藩主家の交代が続いたため、藩政に見るべきところは太田家に至るまではほとんどないが、主要な点だけを述べておく。
松平定勝には、嫡男に松平定吉がいた。定吉は智勇兼備で特に弓術に優れ、性格においても温厚篤実なことから家臣団の信頼も厚かった。しかしある日、徳川家康が定勝の屋敷を訪れたときのことである。定吉は家康に自分の力量を見てもらおうと、空に飛翔していた一羽の鷲に向けて矢を放ち、これを見事に命中させた。家臣団はさすがに武芸達者と賞賛したが、家康はこれを褒めるどころか、家臣など多くの人がいる前でこのような軽率なことをすべきではない、成功すればいいが、失敗すれば物笑いの種になると叱りつけた。定吉は家康に嫌われていたらしいが、19歳であった定吉の精神に大きなショックを与え、このまま父の跡を継いでも嫌われている自分ではしようがないとまで思い、自殺した。このとき、定吉の後を追って多くの家臣が殉死している。定勝は期待していた我が子の死を悲しみ、その菩提を弔うために遠江塚を築いたと言われている。この遠江塚は、江戸時代を通じて主に若者の信仰を集めていたと言われている。
小笠原長煕は、幕命により大井川下流域の治水工事、新田開発などで功績を挙げている。
その後、長庸を経て小笠原長恭が棚倉へ懲罰的な移封を命じられた理由であるが、これが一盗賊の横行が理由だった。長恭の時代、遠州では浜嶋庄兵衛こと日本左衛門という盗賊がいて、東海地方を中心とした急ぎばたらきを働いていた。延享3年（1746年）には掛川城下の大池村惣右衛門宅に押し入って1000両を強奪したほどである。ところがこれに対し、長恭は何の対策も取らなかった。このため、領民は藩主では駄目だと考えて幕府に助けを求めた。延享4年（1747年）に急ぎばたらきの盗賊の頭・浜嶋は京都で捕らえられる（浜嶋は自首したとも言われている）が、それまでに何件の盗めを働き、どれだけの被害が出たことかわからないほどであった。これらは全て、藩主の長恭が的確な処置を取らなかったためということになり、幕府は懲罰的な移封を命じた。
そして、太田家が入って藩主家が安定する。太田家はそれまで何度も藩主家が替わって藩政が不安定なことを考慮し、まずは藩政の安定化を第一とした。警察力の強化と厳罰主義などがそれである。これは前代の小笠原家の時代に盗賊が横行したことも考慮したのであろうが、あまりに厳罰がすぎたため、領民からは評判が悪かった。
第2代藩主・太田資愛は掛川城内に藩校・北門書院（のち徳造書院、教養館）を築いた。また、斎田茂先や山本忠英らを登用して『掛川志稿』という首巻1巻・本文14巻からなる掛川の地理や古墳についてまとめ上げた地誌を編纂し、掛川藩の文化発展に尽くした。
一方、太田家は民政においては「地方御用達」を設置する。これは領民の中から有能な人物を登用し、それらの人物によって藩や村方三役との調整、百姓一揆との交渉を取り持つなどの役目を果たすなど、藩政に大きく参与した役職である。また、掛川藩は灌漑用水を溜池に依存することから、旱魃が続いてたびたび凶作・飢饉が相次いだ。第5代藩主・太田資始はこのような事態を打開するため、松の木の皮を食用にする方法を採用した「松皮製造法」を制定する。これによって飢饉における食糧不足を防ごうとしたのである。
第6代藩主・太田資功は二宮尊徳の弟子に当たる安居院庄七を登用し、藩政改革を行なった。遠州最初となる下石田報徳社を創設し、その後も牛岡組報徳社などを創設した。この報徳社は今でいう村おこしを進める運動会社で、その知識を学ばせる学校といえる。この農村復興計画は大いに成功し、幕末に向けてますます発展していったと言われている。
なお、藩財政においては、掛川藩は米作を中心として茶・木材・椎茸などが作られていたが、いずれも生産量が乏しく、藩財政も農村も常に苦しかった。

## 歴代藩主

### 松平（久松）家
3万石 譜代
1. 松平定勝
2. 松平定行

### 安藤家
2万8000石 徳川頼宣附家老
1. 安藤直次

### 松平（久松）家
3万石 親藩
1. 松平定綱

### 朝倉家
2万6000石 徳川忠長附家老
1. 朝倉宣正

### 青山家
2万6000石→3万3000石 譜代
1. 青山幸成

### 松平（桜井）家
4万石 譜代
1. 松平忠重
2. 松平忠倶

### 本多家
7万石 譜代
1. 本多忠義

### 松平（藤井）家
2万5000石 譜代
1. 松平忠晴

### 北条家
3万石 外様
1. 北条氏重

### 井伊家
3万5000石 譜代
1. 井伊直好
2. 井伊直武
3. 井伊直朝
4. 井伊直矩

### 松平（桜井）家
4万石 譜代
1. 松平忠喬

### 小笠原家
6万石 譜代
1. 小笠原長煕
2. 小笠原長庸
3. 小笠原長恭

### 太田家
5万石 譜代
1. 太田資俊
2. 太田資愛
3. 太田資順
4. 太田資言
5. 太田資始
6. 太田資功
7. 太田資美

## 幕末の領地
- 遠江国
  - 榛原郡のうち - 33村

切山村	272石30715才9撮)・中里村下割　374石09298才7撮)・中里村五郎三郎組　231石37699才9撮)・吉永村　1402石09594才7撮)・吉永村利右衛門分　227石80900才6撮)・下江留村　923石08502才2撮)・宗高村　1247石50000才0撮)・上河原新田　35石98550才0撮)・高島村　248石01899才7撮)・石神村　89石00000才0撮)・東深谷村（深谷村）　159石60400才4撮)・牧野原村　22石19199才9撮)・上菊川村　79石94000才2撮)・下菊川村　169石83599才9撮)・島村　447石08300才8撮)・牛尾村　613石853027・番生寺村　265石23599才2撮)・竹下村　253石02000才4撮)・志戸呂村　291石73700才0撮)・横岡村　227石93029才8撮)・神尾村　50石01100才2撮)・福用村　35石15900才0撮)・岡田村西組　176石48800才7撮)・前玉村　445石78299才0撮)・植松村　80石06199才6撮)・柏原村　241石10000才6撮)・川崎町村　74石341003撮)・柏原町　326石18798才8撮)・永代伏方村　15石20800才0撮)・永代切山村（永代切山分）11石38200才0撮)・星久保村　91石56600才2撮)・上湯日村　344石54098才5撮)・橋柄村　182石97399才9撮)	
- - 城東郡のうち - 5村

倉沢村　280石55200才2撮)・西深谷村　193石56399才5撮)・入山瀬村　463石88800才0撮)・桶田村　363石19799才8撮)・西方村　341石98999才0撮)	
- - 佐野郡のうち - 76村

本郷村　1076石26330才6撮)・平島村　135石08506才8撮)・亀甲村　113石39880才4撮)・海老名村　97石42299才7撮)・下垂木村　975石08099才4撮)・細田村　242石73700才0撮)・沢田村　93石59700才0撮)・大池村　825石41601才6撮)・十九首町　17石10000才0撮)・大畑村　14石71500才0撮)・河原田村　10石95000才0撮)・田中村　434石61499才0撮)・富部村　469石89001才5撮)・黒田村　98石04000才1撮)・新村　316石50698才9撮)・栗島村　16石312000撮)・上島村　14石87200才0撮)・中島村　19石74700才0撮)・久居島村　34石34100才0撮)・栃原村　77石680000撮)・桑地村　107石96800才2撮)・遊家村　389石64700才3撮)・家代村　1162石97595才2撮)・飛鳥村　407石40899才7撮)・中宿村　88石09999才8撮)・仁藤村　37石265999撮)・炭焼村　17石908001撮)・田代村　13石07000才0撮)・榑子村　12石25400才0撮)・市居平村　2石44600才0撮)・徳泉村　122石210999撮)・原川村　25石41300才0撮)・丹間村　29石56399才9撮)・上垂木村　840石79199才2撮)・成滝村　266石207001撮)・道脇村　87石162003撮)・本所村　280石59399才4撮)・嶺村　144石13800才0撮)・倉真村　1040石40905才8撮)・下俣村　445石89001才5撮)・下俣町　120石05000才3撮)・上張村　615石95898才4撮)・篠場村　343石712006撮)・領家村　898石06597才9撮)・長谷村　457石13598才6撮)・平野村　133石526001撮)・牛頭村　253石173004撮)・千羽村　315石84500才1・安養寺村　59石417999撮)・伊達方村　316石47799才7撮)・薗ヶ谷村　330石90301才5撮)・馬喰村　19石098000才撮)・上西郷村金十郎組　486石02700才8撮)・上西郷村平八郎組　569石48498才5撮)・上西郷村仙吉組　532石24499才5撮)・上西郷村七蔵組　520石57202才1・上西郷村　7石30300才0撮)・栃沢村　105石34700才0撮)・初馬村　695石57397才5撮)・五明村	341石64099才1撮)・印内村	24石23600才0撮)・居尻村	37石22100才1撮)・宮脇村	414石91598才5撮)・小原子村　46石03300才1撮)・南西郷村　612石53302才0撮)・結縁寺村　90石124001撮)・大和田村　209石08700才6・黒俣村　42石02700才0撮)・梅橋村　321石90399才2撮)・増田村	256石86801才1撮)・・水垂村	533石10101才3撮)・孕石村　48石61100才0撮)・北西郷村　462石28299才0撮)・北西郷村北池新田　20石97800才1撮)・掛川宿　142石167999撮)・萩間村　	 　71石434998撮)	
- - 周智郡のうち - 19村

三沢村　457石82800才3撮)・一色村　159石49200才4撮)・下村　388石89599才6撮)・中村　190石64799才5撮)・馬ヶ谷村　372石30600才0撮)・鍛冶島村　125石10399才6撮)・問詰村　217石220993才撮)・大鳥居村　239石03700才3撮)・薄場村　52石81300才0撮)・葛布村　76石53199才8撮)・亀久保村　57石84500才1撮)・和泉平村　171石51300才0撮)・堀之内村　363石70901才5撮)・気田村　180石321503才撮)・領家村　265石83950才8撮)・長蔵寺村　159石11500才5撮)・杉村　184石61599才7撮)・植田村　141石38499才5撮)・大日村　443石57101才4撮)		
- - 山名郡のうち - 15村

川井村　449石911987撮)	・中島村枝郷・庄内新田　113石553001撮)・中島村　752石596985撮)・東貝塚村　74石387497撮)・中野村　593石249329撮)・雁代村　146石289993撮)・大島村　489石367004撮)・平民村　115石542000撮)・善能寺村　73石276001撮)・木原村　48石726002撮)・西田村　99石963997撮)・袋井村　129石317001撮)・不入斗村　138石839005撮)・下諸井村谷坂新田　59石228001撮)・反所村　59石264332撮)	
- - 豊田郡のうち - 18村

佐崎野村　12石742000撮)・源兵衛新田　31石910000撮)・向笠五ヶ村入作地　5石173000撮)・向笠竹之内村　57石709309撮)・大海村　121石252998撮)・樋口村　6石598000撮)・東原村　5石706000撮)・藤野村　22石150000撮)・上原村　33石834000撮)・上原村神増村入作　27石952999撮)・篠原村　175石403107撮)・深見村　953石293030撮)・社山村　26石150999撮)・虫生村　19石440001撮)・上野部村　306石328949撮)・万瀬村　24石414000撮)・神増村　189石067001撮)・阿倉村　64石810997撮)		
- 駿河国
  - 志太郡のうち - 11村

瀬古村　230石533005撮)・瀬戸新屋村　155石121994撮)・岸村　533石945007撮)・岸村庄九郎新田　65石218002撮)・谷稲葉村　460石351990撮)・阿知ヶ谷村　455石602997撮)・野田村　719石455017撮)・尾川村　103石884598撮)・伊太村　737石041016撮)・相賀村　490石739990撮)・神座村　110石824997撮)		
- 伊豆国
  - 賀茂郡のうち - 21村（韮山県に編入）

伏倉村　99石803802撮)・道部村　252石673004撮)・伊浜村　160石003998撮)・岩科村　1018石804016撮)・南郷村　356石062988撮)・北湯ヶ野村　306石401001撮)・茅原野村　403石614014撮)・本須郷村　47石609001撮)・新須郷村　110石091003撮)・北野沢村　79石333000撮)・逆川村　239石427002撮)・繩地村　145石483002撮)・谷津村　152石404007撮)・笹原村　234石567001撮)・田中村　347石125000撮)・沢田村　183石492004撮)・矢野村　55石719002撮)・筏場村　177石408005撮)・下佐ヶ野村　184石839996撮)・小鍋村　113石906998撮)・鍋村　69石533997撮)		
- - 那賀郡のうち - 8村（同上）

宇久須村　893石781006撮)・田子村　379石523987撮)・浜村　545石302002撮)・中村　382石153015撮)・江奈村　291石184998撮)・建久寺村　76石536003撮)・船田村	178石235992・門野村　56石688999撮)